# 17925 Dougweinberg
17925 Dougweinberg è un asteroide della fascia principale. Scoperto nel 1999, presenta un'orbita caratterizzata da un semiasse maggiore pari a 2,3973679 UA e da un'eccentricità di 0,1365332, inclinata di 3,48454° rispetto all'eclittica.